# 加藤幾惠
加藤幾惠（かとう いくえ 、1949年 – 2001年）は、日本の編集者。土曜美術社出版販売の取締役社長を務めた。

## 人物・業績
加藤幾惠は、詩の雑誌『詩と思想』（発行人・笛木利忠、発行所・土曜美術社、新宿区新宿）に、1979年7月号（第三号）から、編集スタッフとして参加した。
その後『詩と思想』は1985年3月（30号）より、詩人たちの手による編集委員会発行となり、加藤は 高良留美子、森田進、しま・ようこ、木津川昭夫、佐久間隆史、清水和子、宇野恵介、一色真理、中村不二夫、岡島弘子、雨宮慶子らの詩人たちの編集を支えつつ、詩の月刊商業雑誌としての定期刊行体制の確立を果たした。
1989年4月（52号）より編集長に就任した小海永二のもとで、編集委員会、編集顧問、購読会員からなる新制度を定着させた加藤は、1992年9月号（90号）よりの発行元である土曜美術社出版販売の取締役社長に就任した。
社主として加藤は、編集顧問の小海、編集委員の森田進、中村不二夫、葵生川玲、麻生直子、小川英晴、佐久間隆史 らとともに、「日本現代詩文庫」、 「詩論・エッセー文庫」、「世界現代詩文庫」の相次ぐ企画の刊行により詩の掘り起こしと普及に尽力するとともに、「21世紀詩人叢書」、「叢書新世代の詩人たち」の新たな叢書の創刊により、中島悦子、高畑耕治など日本全国から新世代の詩人を掘り起こした。
2001年3月に52歳で急逝。